# Dario Šits
Dario Šits (Kuldīga, 4 de febrero de 2004) es un futbolista letón que juega en la demarcación de delantero para el Helmond Sport de la Eerste Divisie.

## Selección nacional
Tras jugar en las categorías inferiores de la selección, finalmente el 10 de octubre de 2024 hizo su debut con la selección de Letonia en un partido de la Liga de Naciones de la UEFA 2024-25 contra Macedonia del Norte que finalizó con un resultado de 0-3 a favor del combinado macedonio tras los goles de Jani Atanasov, Lirim Qamili y Eljif Elmas.
En noviembre de 2024 apareció por error en la convocatoria de la selección de Alemania para los encuentros que el equipo germano debía tener con sus pares de Bosnia y Herzegovina y Hungría.

## Clubes
| Club                   | País         | Año       | Partidos | Goles |
| ---------------------- | ------------ | --------- | -------- | ----- |
| Parma Calcio 1913      | Italia       | 2021-2023 | 6        | 0     |
| SPAL (cedido)          | Italia       | 2023-2024 | 1        | 0     |
| Helmond Sport (cedido) | Países Bajos | 2024-     | 21       | 6     |